# Washington Wizards
Washington Wizards er et amerikansk basketballhold fra Washington D.C. i District of Columbia, der spiller i NBA-ligaen. Holdet blev stiftet i 1961 som Chicago Packers, og har siden spillet under mange forskellige navne i både Chicago, Baltimore og Washington. Holdet har en enkelt gang, i 1978 vundet NBA-mesterskabet. På daværende tidspunkt var holdet kendt som Washington Bullets, og besejrede i finalen Seattle SuperSonics.

## Tidligere navne
- Chicago Packers (1961-1962)
- Chicago Zephyrs (1962-1963)
- Baltimore Bullets (1963-1972)
- Capital Bullets (1972-1974)
- Washington Bullets (1974-1997)

## Titler
- NBA:
  - 1978

## Kendte spillere
- Michael Jordan
- Jerry Stackhouse
- Christian Laettner
- Moses Malone
- John Wall
- Bradley Beal